# Hermann Fegelein
Hans Otto Georg Hermann Fegelein (30 tháng 10 năm 1906 - 28 tháng 4 năm 1945) là một chỉ huy cấp cao trong Waffen-SS của Đức Quốc xã. Ông cũng là thành viên trong đoàn tùy tùng thân cận của Adolf Hitler và là em rể của Eva Braun vì kết hôn với em gái của Eva là Gretl.

## Tiểu sử
Hermann Fegelein sinh ra ở Ansbach, Bayern, là con của một Trung úy đã nghỉ hưu. Trong thời gian làm việc tại trường dạy cưỡi ngựa của cha mình ở München, Fegelein gặp đảng viên Quốc xã Christian Weber, người sau này giới thiệu ông gia nhập lực lượng Schutzstaffel (SS).
Năm 1925, sau khi học hai kỳ tại Đại học München, Fegelein gia nhập Trung đoàn kỵ binh 17. Ngày 20 tháng 4 năm 1927, ông gia nhập Cảnh sát Bang Bayern ở München với tư cách là một học viên sĩ quan.. Năm 1929, Fegelein rời ngành cảnh sát sau khi bị bắt quả tang ăn cắp các giải pháp kiểm tra từ văn phòng cấp trên giảng dạy. Thông tin chính thức vào thời điểm đó là ông đã từ chức vì "lý do gia đình". Fegelein sau đó nói rằng ông rời ngành cảnh sát là quyết định của cá nhân ông để phục vụ tốt hơn cho Đảng Quốc xã và SS. Tại München, Fegelein tiếp xúc với chủ nghĩa Quốc xã và SS. Cha của ông đã dùng Trường kỵ binh Fegelein (Reitinstitut Fegelein) cho SS làm nơi họp mặt, các cơ sở huấn luyện và ngựa được sử dụng bởi các đơn vị cưỡi ngựa của Sturmabteilung (SA) và SS.
Fegelein gia nhập Đảng Quốc xã (số thành viên 1.200.158) và SA vào năm 1930. Ông chuyển sang lực lượng SS vào ngày 10 tháng 4 năm 1933, với số thành viên là 66.680 . Fegelein làm huấn luyện viên tại Reitinstitut Fegelein và trở thành thủ lĩnh của SS-Reitersturm, nhóm kỵ binh SS có trụ sở tại cơ sở này. Đến giữa những năm 1930, ông tiếp quản quyền điều hành trường từ cha mình, được thăng cấp Thiếu úy SS (SS-Untersturmführer) của Allgemeine-SS vào năm đó, thăng Trung úy SS (SS-Obersturmführer) vào ngày 20 tháng 4 năm 1934 và Đại úy SS (SS-Hauptsturmführer) vào ngày 9 tháng 11 năm 1934. Bắt đầu từ tháng 11 năm 1935, Fegelein giám sát việc chuẩn bị các khóa học và cơ sở vật chất cho các sự kiện cưỡi ngựa của Thế vận hội Olympic Berlin. Ông được thăng cấp bậc Thiếu tá SS (SS-Sturmbannführer) vào ngày 30 tháng 1 năm 1936. Ông đã thử sức cho đội cưỡi ngựa của Đức, nhưng không thể thắng trước sự cạnh tranh mạnh mẽ từ các thành viên của Trường kỵ binh Hannover (Kavallerieschule Hannover), những người sau này đã giành được tất cả các huy chương vàng môn cưỡi ngựa .
Fegelein đã vô địch giải đấu quốc tế Deutsches Spring- und Dressurderby năm 1937, cũng như anh trai Waldemar, vào năm 1939. Ông được thăng cấp bậc Trung tá SS (SS-Obersturmbannführer) vào ngày 30 tháng 1. Vào ngày 25 tháng 7 năm 1937, Reichsführer-SS Heinrich Himmler, theo lệnh đặc biệt của SS-Oberabschnitt Süd, đã thành lập Haupt-Reitschule München (Trường kỵ binh chính của SS) ở München. Ngôi trường được bắt đầu từ trang trại chăn nuôi của cha ông. Fegelein được bổ nhiệm làm chỉ huy của nó và được thăng cấp lên Đại tá SS (SS-Standartenführer) cùng ngày. Tài trợ cho những con ngựa rất đắt tiền một phần đến từ Thiếu tướng SS (SS-Brigadeführer) Weber, người đã hỗ trợ trường hơn 100.000 Reichsmarks hàng năm. Fegelein đã chiến thắng giải "Braunes Band von Deutschland" (Dải băng nâu của Đức), một cuộc đua ngựa hàng năm được tổ chức vào năm 1938 trong khuôn viên của trường dạy cưỡi ngựa ở München. Fegelein vào thời điểm đó có tham vọng mạnh mẽ là tham gia Thế vận hội Mùa hè 1940. Với sự giúp đỡ của người bạn Höherer SS- und Polizeiführer (HSSPF; Cấp cao hơn SS và Lãnh đạo Cảnh sát) Karl von Eberstein, ông đã sắp xếp việc chuyển toàn bộ ngựa của Cảnh sát bang Bayern đến trường cưỡi ngựa của SS trong trường hợp điều động. Ông sợ rằng những con ngựa sẽ được giao cho Wehrmacht.

### Trong Chiến tranh thế giới thứ hai
Vào tháng 9 năm 1939, Fegelein chỉ huy SS Totenkopf Reit hieuarte (Trung đoàn kỵ binh tử thần; Totenkopf là biểu tượng đầu lâu xương chéo), đến Ba Lan ngay sau khi Chiến dịch Ba Lan kết thúc . Đơn vị này được đặt dưới quyền chỉ huy của Ordnungspolizei (gọi tắt là Orpo; cảnh sát trật tự) và được chia thành các nhóm nhỏ được giao nhiệm vụ hỗ trợ các hoạt động của cảnh sát tại các đồn trên khắp quận Poznan . Ngày 15 tháng 11, Himmler tăng cường từ 4 lên 13 trung đội và đổi tên thành 1. SS-Totenkopf-Reit hieuarte (Trung đoàn kỵ binh tử thần số 1). Thành viên của đơn vị này được tuyển chọn từ những người thuộc dân tộc Đức trong chính quyền bù nhìn lập ra sau chiến dịch Ba Lan và rộng hơn nữa. Vì nhiều sĩ quan trong đơn vị, bao gồm cả Fegelein chưa bao giờ học qua trường đào tạo sĩ quan nên phần lớn khóa đào tạo dành cho tân binh khá sơ sài, nhưng bù lại vì hoạt động và tổ chức của đơn vị rất khắt khe nên những thành viên trong đơn vị phát triển một tình bạn thân thiết và bền chặt . Đơn vị của Fegelein đã cùng với Orpo tiêu diệt hàng loạt giới tinh hoa Ba Lan - các trí thức, quý tộc và giáo sĩ, theo lệnh của Hitler trong chiến dịch "Intelligenzaktion" . Ngày 7 tháng 12 năm 1939, đơn vị của Fegelein đã tham gia vào vụ sát hại hàng loạt 1.700 người Ba Lan thuộc giới tinh hoa trong Rừng Kampinos .
Vào ngày 15 tháng 12, đơn vị được chia thành hai Standarten (tương đương cấp trung đoàn), Fegelein chỉ huy 1 Standarte dưới sự chỉ huy chung của Höherer SS- und Polizeiführer -Ost Friedrich-Wilhelm Krüger . Đơn vị bị thiếu các nguồn cung cấp cơ bản như vũ khí, lương thực và quân phục, dẫn đến tinh thần sa sút và sức khỏe yếu. Các vụ tham nhũng và trộm cắp đã xảy ra, đặc biệt là giữa các thành viên của ban tham mưu trung đoàn ở Warszawa . Ngày 23 tháng 4 năm 1941, Fegelein phải đối mặt với cáo buộc của tòa án vì một sự cố xảy ra vào năm 1940, nơi ông và đơn vị của mình bị bắt quả tang ăn cắp tiền và hàng hóa xa xỉ để vận chuyển trở lại Đức, tuy nhiên vụ án của Fegelein đã bị dập tắt theo lệnh trực tiếp từ Himmler. Các cáo buộc chống lại Fegelein bao gồm "giết người do lòng tham". Theo những gì biết được, ông ta đã ra lệnh bắt bớ và hành quyết trong nhà tù Gestapo ở Warszawa. Ngoài ra, Fegelein còn bị buộc tội có quan hệ tình dục bất hợp pháp với một phụ nữ Ba Lan. Người phụ nữ đã mang thai và Fegelein buộc cô phải phá thai. Chánh văn phòng an ninh của Đế chế Reinhard Heydrich đã nhiều lần cố gắng điều tra các cáo buộc chống lại Fegelein, nhưng mỗi lần như vậy Himmler đều dập tắt nỗ lực này.
Đơn vị của Fegelein đã tham gia chiến đấu chống lại một nhóm khoảng 100 cựu binh sĩ Ba Lan tại khu vực Kammienna - Końskie - Kielce vào tháng 3 và tháng 4 năm 1940. Họ đã giết khoảng một nửa số người và số còn lại trốn thoát. Vào ngày 8 tháng 4, đơn vị của Fegelein đã giết chết 250 người đàn ông Ba Lan tại các ngôi làng trong khu vực. Trong báo cáo của mình, ông mô tả hành vi của quân đội là "sạch sẽ và đàng hoàng", nhưng đã có nhiều sự cố trong thời kỳ này khi quân của ông hành xử một cách vô kỷ luật, giết và cướp của dân thường mà không được lệnh .
Vào tháng 5 và tháng 6 năm 1940, Fegelein đã được thăng cấp lên SS-Obersturmbannführer của Lực lượng Dự bị tại Waffen-SS vào ngày 1 tháng 3 năm 1940, tham gia Trận chiến Bỉ và Pháp với tư cách là thành viên của SS- Verfügungstruppe. Vì sự phục vụ của mình trong các chiến dịch này, ông đã được trao tặng Huân chương Thập tự Sắt hạng II vào ngày 15 tháng 12 năm 1940. Vào tháng 3 năm 1941, SS Totenkopf Reitilities 1 được đổi tên thành Trung đoàn kỵ binh SS số 1 .

### Trong chiến tranh chống Liên Xô
Sau cuộc tấn công của Đức vào Liên Xô, bắt đầu vào ngày 22 tháng 6 năm 1941, Fegelein hoạt động tại Mặt trận phía Đông. Đơn vị của ông được bổ sung vào Sư đoàn bộ binh 87 vào ngày 23 tháng 6 để lấp khoảng trống trong phòng tuyến của Tập đoàn quân 9 gần Białystok. Các phần tử cơ giới của Thiết đoàn kỵ binh SS số 1 đã đến được sườn phải của khu vực hành quân vào ngày 24 tháng 6, nhưng các phần tử được bố trí đã không thể theo kịp. Những con ngựa kiệt sức bị bỏ lại và những người đàn ông được vận chuyển đến khu vực chiến đấu bằng xe tải, trong khi pháo binh được kéo bằng bất kỳ phương tiện nào có sẵn. Những đơn vị đầu tiên đến đã vượt qua Narew gần Wizna và giao chiến với quân Liên Xô nhưng không thể vượt qua. Họ được lệnh rút lui và tiến xa hơn về phía bắc. Các phần tử bộ binh của Sư đoàn 87 chiếm được Pháo đài Osowiec vào ngày 26 tháng 6, và kỵ binh của Fegelein được cử làm nhiệm vụ do thám về phía đông nam. Himmler, không muốn để các đơn vị SS của mình nằm dưới quyền kiểm soát của Wehrmacht hoặc được sử dụng trong chiến đấu không phải là lực lượng dự bị, đã rút kỵ binh SS khỏi sự kiểm soát của Sư đoàn 87 vào ngày 27 tháng 6. Fegelein đầy tham vọng nhấn mạnh trong các báo cáo của mình rằng ông tin rằng đơn vị của mình đã sẵn sàng chiến đấu và phóng đại đóng góp của nó cho hoạt động quân sự ở đây. Mười người của ông đã nhận được Thập tự Sắt Hạng II cho những nỗ lực của họ, và Fegelein được trao tặng Thập tự Sắt Hạng I .
Cuộc giao tranh đã cho thấy những thiếu sót của các đơn vị kỵ binh trong chiến tranh cơ động hiện đại, đòi hỏi phải triển khai lại nhanh chóng trong điều kiện luôn thay đổi. Fegelein đã tìm cách cải thiện điều này bằng cách yêu cầu Himmler kết hợp các trung đoàn kỵ binh SS số 1 và số 2 thành một lữ đoàn, với các đơn vị phối thuộc. Như một biện pháp tạm thời, Himmler giao cho Fegelein phụ trách cả hai trung đoàn . Đơn vị của Fegelein là một trong số đơn vị đã tiến hành huấn luyện thực địa và giảng dạy chính trị trong những tuần tiếp theo đó . Himmler đã nói chuyện với Trung đoàn Kỵ binh số 1 vào ngày 5 tháng 7, trao cơ hội cho bất kỳ người nào không muốn tham gia vào "nhiệm vụ đặc biệt" sắp tới được chuyển sang đơn vị khác. Không ai lợi dụng lời đề nghị này, ít nhất một phần vì Himmler không nói rằng nhiệm vụ sắp tới bao gồm việc bắn hàng loạt thường dân không vũ trang .
Vào ngày 19 tháng 7 năm 1941, Himmler giao các trung đoàn của Fegelein cho chỉ huy chung của HSSPF Erich von dem Bach-Zelewski để tiến hành chiến dịch "Vùng đầm lầy Pripyat", vây bắt và tiêu diệt người Do Thái, du kíchi và thường dân trong khu vực đó của Cộng hòa Xã hội chủ nghĩa Xô viết Byelorussia . Lệnh của Himmler về chiến dịch đã được chuyển cho Fegelein thông qua Thiếu tướng SS Kurt Knoblauch, người đã gặp ông và Bach-Zelewski vào ngày 28 tháng 7 trong khu mới của họ tại Liachavičy ở Byelorussia. Các hướng dẫn chung đã được đưa ra để "làm sạch" khu vực của các du kích và cộng tác viên Do Thái, theo đó phụ nữ và trẻ em Do Thái bị xua đuổi. Fegelein suy ra mệnh lệnh này như sau: Những người lính địch mặc đồng phục sẽ bị bắt làm tù binh, và những người không mặc đồng phục sẽ bị xử bắn. Những người đàn ông Do Thái, ngoại trừ một số công nhân lành nghề như bác sĩ và công nhân da, sẽ bị bắn. Fegelein chia lãnh thổ chiếm đóng thành hai phần bị chia cắt bởi Sông Pripyat, với Trung đoàn 1 chiếm nửa phía bắc và Trung đoàn 2 chiếm nửa phía nam . Các trung đoàn hoạt động theo cách của họ từ đông sang tây qua lãnh thổ được chỉ định của họ, và nộp báo cáo hàng ngày về số người bị giết và bị bắt làm tù binh. Trong cuộc họp với Bach-Zelewski vào ngày 31 tháng 7, Himmler thông báo về việc hợp nhất hai trung đoàn thành Lữ đoàn kỵ binh SS. Các đơn vị bổ sung như một đội trinh sát xe đạp được thành lập và bổ sung vào lữ đoàn . Ngày 5 tháng 8, Himmler giao quyền lãnh đạo lữ đoàn cho Fegelein .
Himmler đã thông báo cho Fegelein bằng điện tín vào ngày 1 tháng 8 rằng số người giết được là quá thấp. Vài ngày sau, Himmler ban hành lệnh cấp trung đoàn số 42, trong đó yêu cầu giết tất cả nam giới Do Thái trên 14 tuổi, còn phụ nữ và trẻ em lùa vào đầm lầy cho chết đuối. Vì vậy, các đơn vị của Fegelein là một trong những đơn vị đầu tiên trong Holocaust quét sạch toàn bộ cộng đồng Do Thái . Thực tế nước trong các đầm lầy quá nông và một số khu vực không có đầm lầy, nên họ đã bị bắn . Báo cáo cuối cùng của Fegelein về hoạt động này, ngày 18 tháng 9 năm 1941, nói rằng họ đã giết 14.178 người Do Thái, 1.001 du kích, 699 lính Hồng quân, với 830 tù nhân bị bắt và tổn thất 17 người chết, 36 người bị thương và 3 người mất tích . Nhà sử học Henning Pieper ước tính số người Do Thái thực sự bị giết là gần 23.700 .
Fegelein nhận được Huy hiệu Tấn công Bộ binh (Infanterie-Sturmabzeichen) vào ngày 2 tháng 10. Bốn ngày sau, ông lại bị đưa ra tòa vì tội tham ô hàng hóa, và một lần nữa việc truy tố bị dừng lại bởi Himmler . Vào giữa tháng 10 năm 1941, lữ đoàn rời Byelorussia và di chuyển đầu tiên đến Toropets và sau đó đến Rogachev (Рогачёв) bằng tàu hỏa, nơi họ trực thuộc Trung tâm Tập đoàn quân. Khu vực hoạt động mới có nhiều hoạt động du kích hơn vùng đầm lầy Pripyat, với những người du kích được tổ chức tốt và khó tìm thấy . Báo cáo của Fegelein trong khoảng thời gian từ ngày 18 tháng 10 đến ngày 18 tháng 11 năm 1941 cho thấy 3.018 du kích và binh lính Hồng quân bị giết và 122 người bị bắt làm tù binh. Tuy nhiên, vì có ít hơn 200 vũ khí tịch thu được, các nhà sử học Martin Cüppers và Henning Pieper kết luận rằng phần lớn những người thiệt mạng phải là dân thường không có vũ khí. Tổn thất của lữ đoàn là bảy người chết và chín người bị thương .
Trung tâm Tập đoàn quân đã gia hạn cuộc tấn công vào Moskva vào giữa tháng 11 , Fegelein và Lữ đoàn kỵ binh SS được giữ lại làm lực lượng dự bị hành quân trong khu vực hậu phương của Tập đoàn quân 9 . Các cuộc phản công ồ ạt của Hồng quân đã khiến toàn bộ phòng tuyến của quân Đức suy yếu, và lữ đoàn được gọi đến để chiến đấu tại mặt trận vào ngày 28 tháng 12. Trong khi Fegelein báo cáo rằng lực lượng của ông ta tương đương với một hoặc hai sư đoàn, trên thực tế, ông ta chỉ có tổng cộng 4.428 người vào thời điểm này, trong đó chỉ có 1.800 người sẵn sàng chiến đấu . Lữ đoàn được triển khai tại khu vực phía đông nam của Quân đoàn XXIII Wehrmacht, nơi nó phòng thủ chống lại các cuộc tấn công ở khu vực hậu cứ của Sư đoàn bộ binh 206 Wehrmacht trong Trận chiến Rzhev . Lữ đoàn kỵ binh SS bị tổn thất nghiêm trọng, với thương vong lên đến 60% trong một số phi đội .
Vào ngày 1 tháng 2 năm 1942, Fegelein được thăng cấp lên SS-Standartenführer của Waffen-SS và chuyển từ lực lượng dự bị sang phục vụ tại ngũ. Bốn ngày sau, vào ngày 5 tháng 2, Fegelein chủ động dẫn đầu một cuộc tấn công vào một nhóm địch mạnh ở phía tây bắc Chertolino. Cuộc tấn công được thực hiện trong điều kiện thời tiết khó khăn đã bảo vệ được một ngã ba đường bộ quan trọng và ga đường sắt tại Chertolino. Trong một cuộc tấn công vào ban đêm vào ngày 9 tháng 2, lữ đoàn đã bao vây và tiêu diệt lực lượng đối phương tại Chertolino, giết chết 1.800 binh sĩ Hồng quân. Yershovo bị chiếm vào ngày 14 tháng 2, dẫn đến việc tiêu diệt các đơn vị đối phương ở huyện Rzhevsky. Vì sự lãnh đạo của mình trong những trận chiến này, Fegelein đã được trao tặng Thập tự Sắt Hiệp sĩ vào ngày 2 tháng 3 năm 1942. Fegelein sau đó được cho nghỉ phép về nhà và được bổ nhiệm làm Thanh tra Kỵ binh và Vận tải (Inspekteur des Reit- und Fahrwesens) trong Lực lượng SS-Führungshauptamt vào ngày 1 tháng 5 năm 1942. Ở vị trí này, ông được tặng thưởng Huân chương Mặt trận phía Đông và Huân chương Chiến tranh Thập tự hạng II với thanh kiếm, cả hai đều vào ngày 1 tháng 9 năm 1942 . Lữ đoàn kỵ binh SS bị giải tán vào tháng 3 năm 1942, những người và thiết bị còn lại được thành lập thành một đơn vị cấp tiểu đoàn tên là Kampfgruppe Zehender, do SS-Sturmbannführer August Zehender chỉ huy .
Fegelein trở lại tiền tuyến vào ngày 1 tháng 12 năm 1942 và cùng ngày được thăng cấp lên Chuẩn tướng SS (SS-Oberführer). Ông được trao quyền chỉ huy Kampfgruppe "Fegelein", đóng tại khúc cua lớn của sông Don . Ông bị thương khi bị bắn tỉa bởi các tay súng trong quân đội Liên Xô vào ngày 21 tháng 12 và ngày 22 tháng 12 năm 1942 . Ông được thăng Thiếu tướng SS (SS-Brigadeführer und Generalmajor der Waffen-SS) ngày 1 tháng 5 năm 1943.
Vào ngày 20 tháng 4 năm 1943, ông được bổ nhiệm làm Tư lệnh Sư đoàn kỵ binh SS số 8 Florian Geyer . Fegelein và sư đoàn của ông đã tham gia vào các chiến dịch chống lại các du kích từ tháng 5 đến tháng 7 năm 1943, bao gồm Chiến dịch Weichsel, Chiến dịch Zeithen và Chiến dịch Seydlitz. Vào ngày 17 tháng 5, họ tiêu diệt một nhóm du kích ở phía tây nam Novoselki. Cá nhân ông đã làm nổ tung một boongke trong cuộc tấn công. Một tuần sau, vào ngày 24 tháng 5, sư đoàn tấn công một cứ điểm khác của du kích, và không có tù nhân nào bị bắt. Trong thời gian Weichsel (27 tháng 5 - 10 tháng 6 năm 1943), ông báo cáo rằng đơn vị đã giết 4.018 người và trục xuất 18.860 người, tịch thu 21.000 con gia súc và phá hủy 61 ngôi làng ở phía tây nam Gomel. Trong thời gian Zeithen (13–16 tháng 6 năm 1943), họ phá hủy thêm 63 ngôi làng và (theo lệnh trực tiếp của Hitler), giết tất cả những người bị nghi ngờ thuộc du kích. Trong thời gian Seydlitz (26 tháng 6 - 27 tháng 7 năm 1943), ông báo cáo việc phá hủy 96 ngôi làng khác, với 5.016 người bị giết và 9.166 bị trục xuất và 19.941 gia súc bị tịch thu .
Sư đoàn sau đó được triển khai trong các hoạt động phòng thủ chống lại các cuộc tấn công ồ ạt của Liên Xô. Từ ngày 26 tháng 8 đến ngày 15 tháng 9, sư đoàn đã đẩy lui 5 cuộc tấn công cấp sư đoàn và 85 cuộc tấn công cấp tiểu đoàn. Trận giao tranh nặng nề nhất xảy ra vào ngày 26 tháng 8 gần Bespalovka và vào ngày 28 tháng 8, khi sư đoàn chặn đứng một cuộc đột phá của quân Liên Xô tại Bol'shaya Gomol'sha. Fegelein dẫn đầu một cuộc phản công vào ngày 8 tháng 9, chiếm lại độ cao 199,0 tại Verkhniy Bishkin. Vào ngày 11 tháng 9 năm 1943, trong các trận chiến phòng thủ này, ông đã được trao Huy hiệu Nahkampfspange. Fegelein bị thương nặng vào ngày 30 tháng 9 năm 1943 và phải nhập viện trong vài tuần. Ông nhận Thập tự Đức (Deutsches Kreuz) bằng vàng vào ngày 1 tháng 11 năm 1943. Sau thời gian dưỡng bệnh, ông được bổ nhiệm làm giám đốc AmtVI — Văn phòng Đào tạo Lái xe và Lái xe — trong SS-Führungshauptamt vào ngày 1 tháng 1 năm 1944 .
Đồng thời, Himmler chỉ định Fegelein vào nhân viên trụ sở của Hitler với tư cách là sĩ quan liên lạc và đại diện của SS . Ông được thăng cấp bậc Trung tướng SS (SS-Gruppenführer und Generalleutnant der Waffen-SS) vào ngày 10 tháng 6 năm 1944 . Ngày 20 tháng 7 năm 1944, Fegelein có mặt trong vụ mưu sát bất thành của Hitler tại trụ sở Wolf's Lair ở Rastenburg, Đông Phổ và bị một vết thương nhẹ ở đùi trái do vụ nổ bom . Fegelein thường đưa khoe các bức ảnh của những người đàn ông treo cổ đã bị hành quyết do hậu quả của vụ ám sát thất bại này .

### Hôn nhân
Hermann Fegelein kết hôn với Gretl Braun, em gái của Eva Braun vào ngày 3 tháng 6 năm 1944 tại Salzburg. Cuộc hôn nhân dễ khiến người ta nhìn nhận với động cơ chính trị, các nhà sử học Kershaw và Shirer tin rằng ông đã tán tỉnh Braun như một cách để thăng tiến sự nghiệp . Hitler, Himmler và Martin Bormann đóng vai trò là nhân chứng tại buổi lễ . Lễ kỷ niệm kéo dài hai ngày sau đó được tổ chức tại các ngôi nhà trên núi Obersalzberg của Hitler và Bormann và tại Kehlsteinhaus.
Fegelein là một tay ăn chơi nổi tiếng và có nhiều cuộc ngoại tình. Theo các thư ký của Hitler, Christa Schroeder và Traudl Junge, Fegelein rất nổi tiếng trong xã hội, đặc biệt là với phụ nữ, với ưu thế từ sự hài hước, vui vẻ và quyến rũ. Còn Eva Braun rất vui khi có ai đó trong đoàn tùy tùng mà cô có thể khiêu vũ và tán tỉnh, vì Hitler tỏ ra xa cách trong các hoàn cảnh xã hội và không cho phép thể hiện tình cảm một cách công khai. Fegelein đã cố gắng phát triển tình bạn với thư ký riêng quyền lực của Hitler, Martin Bormann. Fegelein thường xuyên tham dự các bữa tiệc uống rượu của Bormann và nói với Junge rằng điều quan trọng duy nhất là "sự nghiệp và một cuộc sống đầy thú vị."

## Bị xử tử
Đến đầu năm 1945, tình hình quân sự của Đức đang trên đà suy sụp hoàn toàn. Hitler, chủ trì sự tan rã nhanh chóng của Đế chế thứ ba, rút về Führerbunker của mình tại Berlin vào ngày 16 tháng 1 năm 1945. Đối với giới lãnh đạo Đức Quốc Xã, rõ ràng rằng cuộc chiến giành Berlin sẽ là trận chiến cuối cùng của cuộc chiến.
Berlin bị pháo binh Liên Xô bắn phá lần đầu tiên vào ngày 20 tháng 4 năm 1945 (đúng ngày sinh nhật của Hitler). Đến tối ngày 21 tháng 4, xe tăng của Hồng quân đã tiến đến ngoại ô thành phố . Đến ngày 27 tháng 4, Berlin bị chia cắt khỏi phần còn lại của Đức .
Vào ngày 27 tháng 4 năm 1945, phó chỉ huy, SS-Obersturmbannführer Peter Högl, của Reichssicherheitsdienst (RSD) được cử đi từ Reichskanzlei để tìm Fegelein, người đã từ bỏ chức vụ tại Führerbunker sau khi quyết định không muốn "tham gia một hiệp ước tự sát" . Biệt đội RSD đã tìm thấy Fegelein trong căn hộ ở Berlin, mặc quần áo dân sự và chuẩn bị chạy trốn sang Thụy Điển hoặc Thụy Sĩ. Ông mang theo tiền mặt - của Đức và nước ngoài - và đồ trang sức, một số trong số đó thuộc về Braun. Högl tìm thấy một chiếc cặp chứa các tài liệu với bằng chứng về những nỗ lực đàm phán hòa bình của Himmler với Đồng minh phương Tây . Theo hầu hết các tài liệu, Fegelein đang say xỉn khi bị bắt và đưa trở lại Führerbunker . Ông bị giam trong một phòng giam tạm cho đến tối ngày 28 tháng 4. Đêm đó, Hitler được thông báo về việc phát sóng bản tin Reuters của đài BBC về nỗ lực đàm phán của Himmler với các Đồng minh phương Tây thông qua Bá tước Bernadotte . Hitler nổi cơn thịnh nộ về sự phản bội rõ ràng này và ra lệnh bắt giữ Himmler . Nhận thấy mối liên hệ giữa sự biến mất của Fegelein và sự phản bội của Himmler, Hitler ra lệnh cho SS-Gruppenführer Heinrich Müller thẩm vấn Fegelein về những gì ông ta biết về kế hoạch của Himmler . Sau đó, theo Otto Günsche (phụ tá riêng của Hitler), Hitler ra lệnh tước hết quân hàm của Fegelein và chuyển đến Kampfgruppe "Mohnke" để chứng tỏ lòng trung thành của ông ta trong chiến đấu. Otto Günsche và Martin Bormann bày tỏ sự lo lắng của họ với Hitler rằng Fegelein sẽ lại đào ngũ. Hitler sau đó đã ra lệnh đưa Fegelein ra tòa án binh .
Nhà báo James P. O'Donnell, người đã thực hiện các cuộc phỏng vấn sâu rộng vào những năm 1970, cung cấp một thông tin về những gì đã xảy ra tiếp theo. Thiếu tướng SS (SS-Brigadeführer) Wilhelm Mohnke, người chủ trì phiên tòa xử tội đào ngũ, nói với O'Donnell rằng Hitler đã ra lệnh cho ông thành lập một tòa án. Mohnke đã sắp xếp cho một hội đồng xét xử của tòa án, bao gồm các tướng Wilhelm Burgdorf, Hans Krebs, SS-Gruppenführer Johann Rattenhuber, và Fegelein. Fegelein, vẫn còn say, từ chối chấp nhận rằng ông phải tuân lệnh Hitler, và tuyên bố rằng ông chỉ chịu trách nhiệm trước Himmler. Fegelein say đến mức khóc và nôn mửa; ông không thể đứng dậy, và thậm chí còn đi tiểu trên sàn nhà. Mohnke bị đặt vào trong tình thế khó khăn, vì luật quân sự và dân sự của Đức đều yêu cầu bị cáo phải có đầu óc sáng suốt và hiểu rõ các cáo buộc chống lại họ, mặc dù Mohnke chắc chắn Fegelein "phạm tội đào ngũ trắng trợn", nhưng quan điểm của các thẩm phán cho rằng ông không đủ điều kiện để hầu tòa, vì vậy Mohnke đã đóng vụ án lại và chuyển bị cáo cho đội an ninh của Tướng Rattenhuber. Mohnke sau đó không bao giờ còn gặp lại Fegelein .
Một kịch bản khác về cái chết của Fegelein dựa trên hồ sơ của NKVD Liên Xô năm 1948/1949 về Hitler được báo cáo cho Iosif Stalin. Hồ sơ dựa trên các báo cáo thẩm vấn của Otto Günsche và Heinz Linge (người hầu của Hitler). Hồ sơ này khác một phần với các thông tin do Mohnke và Rattenhuber đưa ra . Sau khi Fegelein bị bắt trong trạng thái say xỉn và đưa trở lại Führerbunker, lúc đầu, Hitler ra lệnh chuyển Fegelein đến Kampfgruppe."Mohnke" để chứng minh lòng trung thành của mình trong chiến đấu. Otto Günsche và Martin Bormann bày tỏ quan ngại của họ với Hitler rằng Fegelein sẽ lại đào ngũ. Hitler sau đó ra lệnh giáng chức Fegelein và đưa ra tòa án do Mohnke đứng đầu xét xử . Tại thời điểm này, các thông tin bắt đầu khác nhau, vì hồ sơ của NKVD nói rằng Fegelein đã bị tòa án đưa ra phán quyết vào tối ngày 28 tháng 4, bởi một tòa án do Mohnke, SS-Obersturmbannführer Alfred Krause và SS-Sturmbannführer Herbert Kaschula đứng đầu. Mohnke và các sĩ quan của ông ta đã kết án Fegelein tử hình. Cùng buổi tối hôm đó, Fegelein bị một thành viên của Sicherheitsdienst (Sở An ninh thuộc SS) bắn từ phía sau . Dựa trên chuỗi sự kiện này, tác giả Veit Scherzer kết luận rằng Fegelein, theo luật pháp Đức, đã bị tước đoạt tất cả danh dự và các huân chương danh dự và do đó phải được coi là một người nhận chữ thập của Thập tự sắt Hiệp sĩ trên thực tế nhưng không phải theo pháp lý.
Vợ của Fegelein khi đó đang ở giai đoạn cuối của thai kỳ (đứa trẻ chào đời vào ngày 5 tháng 5) . Hitler cân nhắc việc thả ông mà không bị trừng phạt hoặc chỉ định ông vào đội quân của Mohnke . Traudl Junge - một nhân chứng tận mắt cho các sự kiện trong Führerbunker - nói rằng Eva Braun đã cầu xin Hitler tha cho em rể của mình và cố gắng biện minh cho hành động của Fegelein. Junge cho biết Fegelein đã được đưa đến khu vườn của Reichskanzlei vào ngày 28 tháng 4, và bị "bắn như một con chó" . Rochus Misch, người sống sót cuối cùng từ Führerbunker, đã tranh cãi các khía cạnh của thông tin này trong một cuộc phỏng vấn năm 2007 với Der Spiegel. Theo Misch, Hitler không ra lệnh xử tử Fegelein mà chỉ cách chức ông ta. Misch tuyên bố biết danh tính kẻ giết Fegelein, nhưng từ chối tiết lộ tên của hắn.

## Đánh giá
Các nhà sử học William L. Shirer và Ian Kershaw mô tả Fegelein là người tự tư tự lợi và đáng chê trách; Albert Speer gọi ông là "một trong những kẻ đáng ghê tởm nhất xung quanh Hitler" . Fegelein là một kẻ cơ hội tự kết thân với Himmler, người đổi lại đã giao cho ông những nhiệm vụ tốt nhất - chủ yếu liên quan đến kỵ binh - và thăng cấp nhanh chóng trong lực lượng SS . Nhà sử học Henning Pieper, người đã nghiên cứu khoảng thời gian cho đến tháng 3 năm 1942, lưu ý rằng việc Fegelein không được đào tạo chính thức như một sĩ quan đã dẫn đến những khiếm khuyết trong cách chuẩn bị cho Lữ đoàn kỵ binh SS tại ngũ . Theo quan điểm của Pieper, Fegelein đã nhiều lần thổi phồng về khả năng sẵn sàng chiến đấu của đội quân do mình chỉ huy và phóng đại thành tích của họ để được coi là một nhà lãnh đạo đáng được đề bạt và vinh danh . Phân tích sai lầm của Fegelein về sự sẵn sàng của lữ đoàn mà ông chỉ huy đã dẫn đến việc sử dụng lực lượng này từ tháng 12 năm 1941 đến tháng 3 năm 1942 trong các tình huống chiến đấu không phù hợp và chưa được đào tạo ; tuy nhiên, khi tình hình quân sự ngày càng xấu đi, cuối cùng họ sẽ nhận được các nhiệm vụ tiền tuyến bất kể họ đã sẵn sàng đến đâu . Đến cuối tháng 3 năm 1942, lữ đoàn đã bị thương vong 50%, cao hơn nhiều so với các đơn vị quân đội được triển khai trong cùng khu vực chiến trường .
Cha mẹ Fegelein và em trai Waldemar Fegelein sống sót sau chiến tranh . Gretl Braun, người được thừa kế một số đồ trang sức có giá trị của Eva Braun, cũng sống sót sau chiến tranh. Cô sinh một con gái (tên là Eva Barbara Fegelein, theo tên người dì quá cố của cô) vào ngày 5 tháng 5 năm 1945 . Eva Fegelein tự vẫn vào ngày 25 tháng 4 năm 1971 sau khi bạn trai của cô qua đời trong một vụ tai nạn xe hơi . Gretl Braun-Fegelein chuyển đến Munich và tái hôn năm 1954. Bà mất năm 1987, thọ 72 tuổi .

### Trích dẫn
1. 1 2 3  Miller 2006, tr. 306.
2. ↑  Joachimsthaler 1999, tr. 285.
3. ↑  Krüger & Scharenberg 2014, tr. 80.
4. 1 2  Pieper 2015, tr. 14.
5. ↑  Miller 2006, tr. 305.
6. 1 2 3 4  Stockert 2012, tr. 227.
7. ↑  Miller 2006, tr. 306, 307.
8. 1 2  Krüger & Scharenberg 2014, tr. 81.
9. ↑  Jaeger 2004.
10. ↑  Krüger & Scharenberg 2014, tr. 82.
11. 1 2  Krüger & Scharenberg 2014, tr. 83.
12. 1 2  Pieper 2015, tr. 29.
13. ↑  Pieper 2015, tr. 29–31.
14. ↑  Pieper 2015, tr. 38.
15. 1 2  Miller 2006, tr. 308.
16. ↑  Pieper 2015, tr. 33.
17. 1 2  Miller 2006, tr. 309.
18. ↑  Krüger & Scharenberg 2014, tr. 84.
19. ↑  Lucas Saul (2015). Gestapo: The Story Behind Hitler's Machine of Terror. Arcturus Publishing.
20. ↑  Krüger & Scharenberg 2014, tr. 85.
21. ↑  Henning Pieper (2014). Fegelein's Horsemen and Genocidal Warfare: The SS Cavalry Brigade in the Soviet Union. Palgrave MacMillan. tr. 33.
22. ↑  Pieper 2015, tr. 39–40.
23. 1 2 3 4 5 6 7  Stockert 2012, tr. 228.
24. ↑  Pieper 2015, tr. 53–56.
25. ↑  Pieper 2015, tr. 52–53.
26. ↑  Pieper 2015, tr. 60.
27. ↑  Pieper 2015, tr. 62.
28. ↑  Pieper 2015, tr. 62, 80.
29. ↑  Pieper 2015, tr. 80–81.
30. ↑  Pieper 2015, tr. 81.
31. ↑  Pieper 2015, tr. 81–82.
32. ↑  Pieper 2015, tr. 86, 88–89.
33. ↑  Pieper 2015, tr. 89–90.
34. ↑  Pieper 2015, tr. 119–120.
35. ↑  Miller 2006, tr. 310.
36. ↑  Pieper 2015, tr. 120.
37. ↑  Pieper 2015, tr. 133–134.
38. ↑  Pieper 2015, tr. 133.
39. ↑  Pieper 2015, tr. 144.
40. ↑  Pieper 2015, tr. 144–146.
41. ↑  Pieper 2015, tr. 146–147.
42. ↑  Pieper 2015, tr. 156.
43. ↑  Miller 2006, tr. 312, 313.
44. 1 2  Stockert 2012, tr. 229.
45. ↑  Miller 2006, tr. 313.
46. ↑  Miller 2006, tr. 314.
47. ↑  Görtemaker 2011, tr. 216.
48. 1 2  Shirer 1960, tr. 1121.
49. 1 2 3 4 5  Kershaw 2008, tr. 942.
50. 1 2 3 4  Miller 2006, tr. 316.
51. ↑  Eberle & Uhl 2005, tr. 144.
52. ↑  Joachimsthaler 1999, tr. 264, 270–273.
53. ↑  Joachimsthaler 1999, tr. 270–271.
54. ↑  Beevor 2002, tr. 139.
55. ↑  Beevor 2002, tr. 255–256, 262.
56. ↑  Beevor 2002, tr. 323.
57. 1 2  Joachimsthaler 1999, tr. 277, 278.
58. ↑  Kershaw 2008, tr. 942, 943, 945, 946.
59. ↑  Kershaw 2008, tr. 945, 946.
60. ↑  Beevor 2002, tr. 341, 342.
61. 1 2  O'Donnell 1978, tr. 182, 183.
62. ↑  Vinogradov 2005, tr. 191, 192.
63. ↑  Eberle & Uhl 2011, tr. 430–431.
64. ↑  Eberle & Uhl 2011, tr. 436.
65. ↑  Scherzer 2007, tr. 115–116, 128.
66. ↑  Misch 2014, tr. 221.
67. ↑  Fest 2002, tr. 99.
68. ↑  Kershaw 2008, tr. 946.
69. ↑  Junge 2004, tr. 180.
70. ↑  Kershaw 2008, tr. 945.
71. ↑  Fest 2006, tr. 143.
72. ↑  Joachimsthaler 1999, tr. 267–269, 285.
73. ↑  Pieper 2015, tr. 30.
74. ↑  Pieper 2015, tr. 167–168.
75. ↑  Pieper 2015, tr. 146.
76. ↑  Pieper 2015, tr. 170.
77. ↑  Pieper 2015, tr. 171.
78. ↑  Miller 2006, tr. 315.